# Mirrors (album de Sandra)
Albums de Sandra
The Long Play
(1985) Ten on One (The Singles)
(1987)
Mirrors est le deuxième album studio de la chanteuse franco-allemande Sandra, sorti en 1986.

## Écriture et classement
(18 septembre 2016).
L'album a été produit par Michael Cretu et Armand Volker. Il atteint la 16e position en Allemagne, la 14e, en Norvège, la 40e en Suède et la 13e position en Suisse. Le producteur Michael Cretu a continué d'utiliser les talents de Hubert Kemmler pour l'écriture et le chant sur ce disque (Kemmler était déjà un chanteur très populaire en Allemagne : connu avec son groupe Hubert Kah). La chanson Don't Cry (The Breakup of the World) a été écrite en réaction à la catastrophe de Tchernobyl survenue en 1986. Le second album a poursuivi le succès rencontré par le premier à travers toute l'Europe.

## Simples
Quatre singles de cet album ont été sortis. Innocent Love est le premier succès des quatre simples de l'album, en entrant dans le Top 10 en France, alors que le second simple, Hi! Hi! Hi!, est devenu un hit au Top 10 dans le pays de Sandra l'Allemagne. La ballade Loreen est le troisième simple sorti, et l' electropop Midnight Man a été le quatrième et dernier simple de l'album à être sorti.

## Pistes
| # | Piste                                  | Auteur(s) producteur(s)               | Durée |
| - | -------------------------------------- | ------------------------------------- | ----- |
| 1 | "The Second Day"                       | Cretu/Kemmler/Hirschburger            | 0:36  |
| 2 | "Don't Cry (The Breakup of the World)" | Kemmler/Cretu - Kemmler/Hirschburger  | 4:56  |
| 3 | "Hi! Hi! Hi!"                          | Cretu/Kemmler - Cretu/Hirschburger    | 4:12  |
| 4 | "Midnight Man"                         | Kemmler/Cretu - Kemmler/Hirschburger  | 3:05  |
| 5 | "You'll Be Mine"                       | Cretu/Kemmler - Cretu/Hirschburger    | 4:33  |
| 6 | "Innocent Love"                        | Kemmler/Herter - Muller/Hirschburger  | 5:24  |
| 7 | "Two Lovers Tonight"                   | Cassandra/Besser - Cretu/Hirschburger | 3:47  |
| 8 | "Mirror of Love"                       | Kemmler/Cretu - Kemmler/Hirschburger  | 4:14  |
| 9 | "Loreen"                               | Peter/Cretu - Pierre/Hirschburger     | 4:17  |

## Instruments utilisés
- Akai S900
- PPG Système (PPG EVU, PPG Waveterm, PPG Wave 2.2, PPG PRK)[2]
- Linn 9000
- Prophète 2002
- Oberheim Xpander
- EMS Vocoder
- Yamaha DX-7
- Roland Super Jupiter